# Adam Sawicki
Adam Sawicki (ur. 1 listopada 1887 w Subielach, zm. 20 maja 1968 w Białymstoku) – polski duchowny rzymskokatolicki, administrator apostolski diecezji wileńskiej w Białymstoku w latach 1962–1968.

## Życiorys
Urodził się w rodzinie szlacheckiej w 1887 w zaścianku Subiele na Wileńszczyźnie. Uczył się w Oszmianie, a następnie w Wilnie, gdzie wstąpił do seminarium duchownego. Święcenia kapłańskie przyjął w Wilnie 2 maja 1908. Następnie był profesorem seminarium duchownego i prefektem w Wilnie oraz kanclerzem kurii metropolitalnej i kanonikiem wileńskim.
W czasie II wojny światowej działał w Armii Krajowej, za co był więziony przez Niemców w latach 1942–1944. Deportowany przez władze radzieckie, od 1945 przebywał w Białymstoku, na terenie części archidiecezji wileńskiej znajdującej się w Polsce, gdzie w latach 1955–1962 był jej wikariuszem generalnym i kapitulnym.
23 listopada 1962 został mianowany biskupem tytularnym Turres Concordiae i administratorem apostolskim części archidiecezji wileńskiej z siedzibą w Białymstoku. Sakrę biskupią przyjął 2 czerwca 1963 z rąk arcybiskupa Antoniego Baraniaka. W chwili nominacji na biskupa był już w podeszłym wieku. Zmarł po długiej i ciężkiej chorobie. Został pochowany obok katedry białostockiej.

## Odznaczenia
11 listopada 1937 został odznaczony Krzyżem Oficerskim Orderu Odrodzenia Polski.